# Seznam monarchií

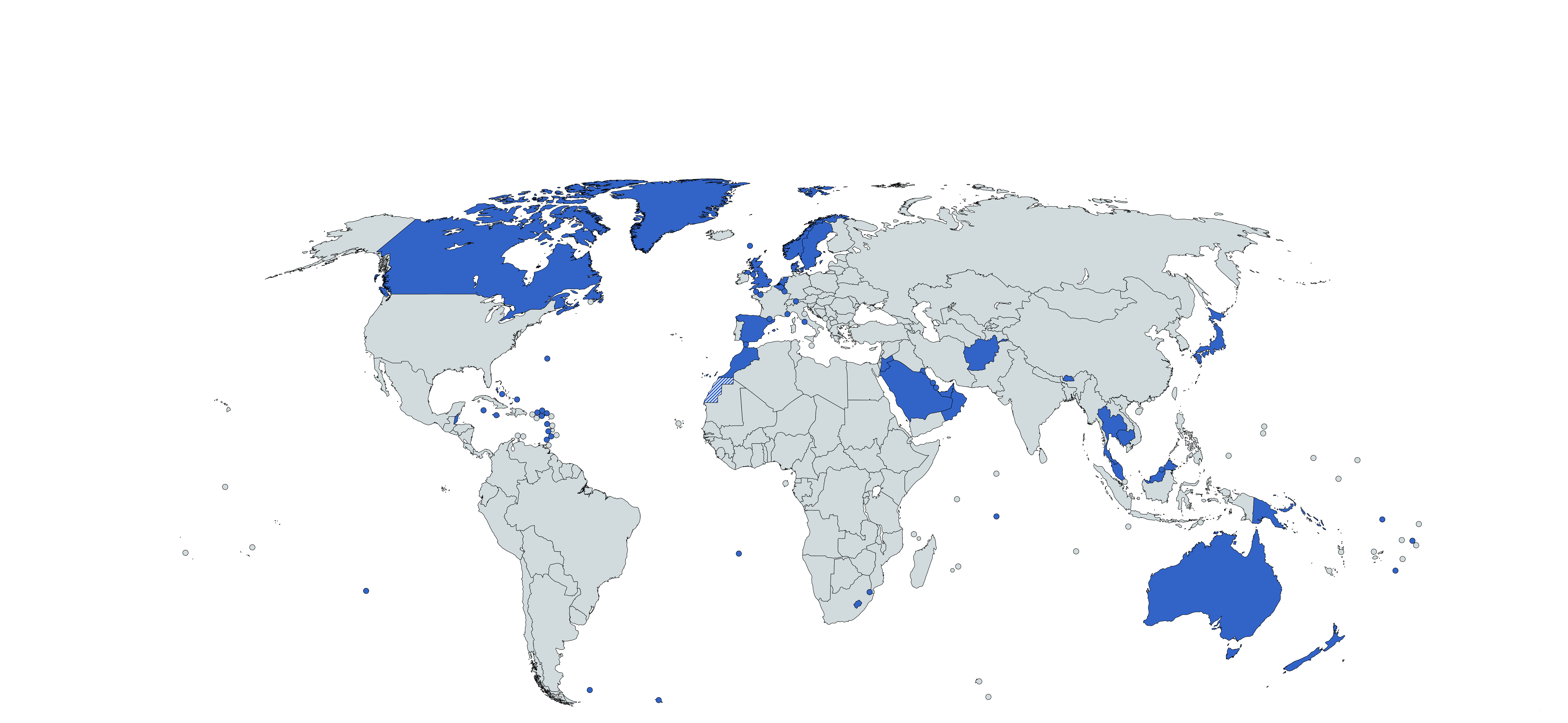
Monarchie ve světě

Tento článek je abecedně seřazeným seznamem monarchií.

## Starověk a antika
- Akkadská říše
- Babylonie
- Egypt
- Izraelské království
  - Severoizraelské království
  - Judské království
- Japonské císařství
- Mínojská civilizace na Krétě
- Mykénské Řecko
- Perská říše
- Římské císařství
  - Západořímská říše
  - Východořímská říše (později Byzantská říše)
- Sparta
- Starověké Atény (později přímá demokracie, viz řecká demokracie

## Stěhování národů a středověk
- Byzantská říše
- Vizigótská říše

## Současné monarchie
V roce 2021 jsou suverénní monarchie tyto:
- Antigua a Barbuda* – království, v rámci Commonwealth realm
- Austrálie* – království, v rámci Commonwealth realm
- Bahamy* – království, v rámci Commonwealth realm
- Bahrajn – království
- Belgie – království
- Belize* – království, v rámci Commonwealth realm
- Bhútán – království
- Brunej – sultanát
- Dánsko – království, společně s Grónskem a Faerskými ostrovy.
- Grenada* – království, v rámci Commonwealth realm
- Jamajka* – království, v rámci Commonwealth realm
- Japonsko – císařství
- Jordánsko – království
- Kambodža – království
- Kanada* – království, v rámci Commonwealth realm
- Katar – emirát
- Kuvajt – emirát
- Lesotho – království
- Lichtenštejnsko – knížectví
- Lucembursko – velkovévodství
- Malajsie – království
- Maroko – království
- Monako – knížectví
- Nizozemsko – království
- Norsko – království
- Nový Zéland* – království, v rámci Commonwealth realm
- Omán – sultanát
- Papua Nová Guinea* – království, v rámci Commonwealth realm
- Saúdská Arábie – království
- Spojené arabské emiráty – federace emirátů
- Spojené království – království
- Svatá Lucie* – království, v rámci Commonwealth realm
- Svatý Kryštof a Nevis* – království, v rámci Commonwealth realm
- Svatý Vincenc a Grenadiny* – království, v rámci Commonwealth realm
- Svazijsko – království
- Šalomounovy ostrovy* – království, v rámci Commonwealth realm
- Španělsko – království
- Švédsko – království
- Thajsko – království
- Tonga – království
- Tuvalu* – království, v rámci Commonwealth realm
- Vatikán – teokratická volená monarchie

## Zaniklé monarchie
země – typ monarchie, doba trvání – poznámka
- Afghánistán – království (1747–1973) – monarchie svržena státním převratem.
- Albánie – knížectví (1914–1920), království (1928–1939) – obsazena Itálií a po druhé světové válce nastolena republika.
- Barbados – království, v rámci Commonwealth realm (1966–2021)
- Barma – království (1752–1885). V letech 1885–1948 součást Britského říše.
- Brazílie – císařství (1804–1889)
- Bulharsko – carství (1747–1946)
- Burundi – království (1680–1966)
- Cejlon – království, v rámci Commonwealth realm (1948–1972) – v roce 1972 vyhlášena republika a přejmenovala na Srí Lanku.
- Čechy – knížectví (9. století–1085, 1092–1158, 1172–1203), království (1085–1092, 1158–1172, 1203–1918) – v letech 1620–1848 formálně nezávislé (v personální unii), ale v praxi součást Habsburského soustátí (1620–1804), následně Rakouského císařství (1804–1867) a Rakouska–Uherska (1867–1918).
- Černá Hora – knížectví (1852–1910), království (1910–1918) – později spojeno s Jugoslávií, v letech 1941–1944 opět království, ovšem bez krále jako protektorát a loutkový stát Fašistické Itálie a později Třetí říše.
- Čína – císařství (221 př. n. l.–1911, (1915–1916), (1917)) – rozpad na Čínskou republiku, Mongolsko, Tibet, etc.
- Egypt – království (1922–1953)
- Etiopie – císařství (1137–1974)
- Fidži – království, v rámci Commonwealth realm (1970–1987)
- Finsko – království (1918)
- Francie – království (987–1792, 1814–1848), císařství (1804–1814, 1852–1871)
- Gambie – království, v rámci Commonwealth realm (1965–1970)
- Haiti – císařství (1804–1806, 1849–1859), království (1811–1820)
- Havaj – království (1795–1893) – od roku 1894 součást USA
- Irák – království (1932–1958) – vojenský převrat, královská rodina zastřelena
- Írán – císařství (1925–1979) – státní převrat radikálních muslimů
- Itálie – království (1861–1946) – monarchie zrušena referendem
- Jižní Afrika – království, v rámci Commonwealth realm (1910–1961)
- Jugoslávie – království (1918–1945) – rozpad během 2. svět. válce, v roce 1945 vyhlášena republika.
- Korea – království (1392–1910). V letech 1910–1945 součást Japonského císařství.
- Laos – království (1949–1975)
- Libye – království (1951–1969) – monarchie svržena státním převratem.
- Litva – knížectví/velkoknížectví (počátek 13. století–1253, 1263–1791, 1792–1795), království 1253–1263, 1918 – v letech 1791–1792 byla Litva a Polsko na základě "ústavy 3 května" bezprostředně spojeny v jeden celek.
- Maďarsko – království (1000–1918, 1920–1945) – od roku 1526 rozděleno na 3 části (tureckou, rakouskou a maďarské Sedmihradsko, které bylo vazalem Turecka). V letech 1804–1867 součást Rakouského císařství. V letech 1867–1918 království tvořící spolu s Rakouskem federaci Rakousko–Uhersko. V letech 1920–1945 formálně monarchie, ale bez vladaře (vládu spravoval regent vládnoucí jako zastupitel nikdy neobsazeného trůnu).
- Malta – království, v rámci Commonwealth realm (1964–1974)
- Mauricius – království, v rámci Commonwealth realm (1968–1992)
- Mexiko – císařství (1822–1823, 1864–1867)
- Morava – říše (833–906/907), markrabství (1182–1918)
- Nepál – království (1768–2008) – monarchie zrušena ústavodárným shromážděním po královském masakru roku 2005.
- Německo – císařství (1871–1918)
- Osmanská říše – sultanát (1299–1922)
- Pákistán – království, v rámci Commonwealth realm (1947–1956) – součástí království byly dnešního Bangladéš.
- Polsko – knížectví (první polovina 10. století–1000 nebo 1025, 1031–1076, 1079–1295, 1296–1300, 1305–1320, 1807–1815), království (1000 nebo 1025–1031, 1076–1079, 1295–1296, 1300–1305, 1320–1573, 1815–1831), (1917–1918) – v letech 1573–1795 bylo Polsko republikou, na čele které stál vedle senátu a poslanecké sněmovny také volený král (ale s vládcem monarchie tato funkce neměla téměř nic společného – jednalo se spíše o funkci odpovídající dnešnímu premiérovi nebo presidentovi). V letech 1295–1675 v období existence království některé polské státečky, které nebyly sjednoceny s polským královstvím byly nadále knížectvími. V letech 1815–1848 existovalo také polské autonomní knížectví ve Velkopolsku.
- Portugalsko – království (1139–1910)
- Rakousko – císařství (1804–1918) – existovalo na území dnešního Rakouska, Polska, Česka, Maďarska, Slovenska, Chorvatska, Slovinska, Rumunska, Ukrajiny, Srbska, Itálie a později také Bosny a Hercegoviny. Rozpad po první světové válce. Od 1867 byla to federace Uherska/Maďarska/Zalitavska (království) a Rakouska/V Říšské radě zastoupených království a zemí/Předlitavska (císařství). Obě části federace se dále oficiálně skládaly z menších státečků (které v reálu byly pouhými provinciemi zcela zcentralizovaného státu): Předlitavsko se skládalo ze 3 království (Čechy, Halič, Dalmácie), 2 arcivévodství (Dolní Rakousy, Horní Rakousy), 6 vévodství (Bukovina, Korutany, Kraňsko, Salcburk, Slezsko, Štýrsko), 1 markrabství (Morava), 1 hrabství (Tyrolsko) atd. (celkem 15 zemí). V Zalitavsku (Uhersko) byly vyčleněny Rijeka a Chorvatsko–Slavonie (království).
- Rumunsko – království (1881–1947)
- Rusko – carství (1547–1721), císařství (1721–1917) – před 1547 moskevské knížectví. Součástí ruského císařství byly Polsko (pouze část, od 1795), Finsko (od 1809), Rusko, Ukrajina, Pobaltí, Sibiř, Střední Asie, Aljaška, Kavkaz atd.
- Rwanda – království (1350–1961)
- Řecko – království (1832–1924, 1935–1941, 1944–1973) – svrženo vojenskou diktaturou
- Samoa – království (1962–2007), při vyhlášení nezávislosti se doživotními panovníky stali tehdejší dva hlavní náčelníci, od smrti obou již hlava státu volena na pět let.
- Severní Jemen – království (1918–1962)
- Sierra Leone – království, v rámci Commonwealth realm (1961–1971)
- Sikkim – království (1642–1975) – od roku 1975 součást Indie
- Středoafrická republika – císařství (1976–1979)
- Tahiti – království (1788–1880) – od roku 1880 součást Francie
- Tibet – volená teokratická monarchie (1911–1959) – roku 1951 násilně obsazen ČLR
- Trinidad a Tobago – království, v rámci Commonwealth realm (1962–1976)
- Tunisko – království (1705–1957)
- Vietnam – císařství (1839–1945)
- Zanzibar – sultanát (do 1961) – od roku 1963 součást Tanzanie